# Picot cendrós

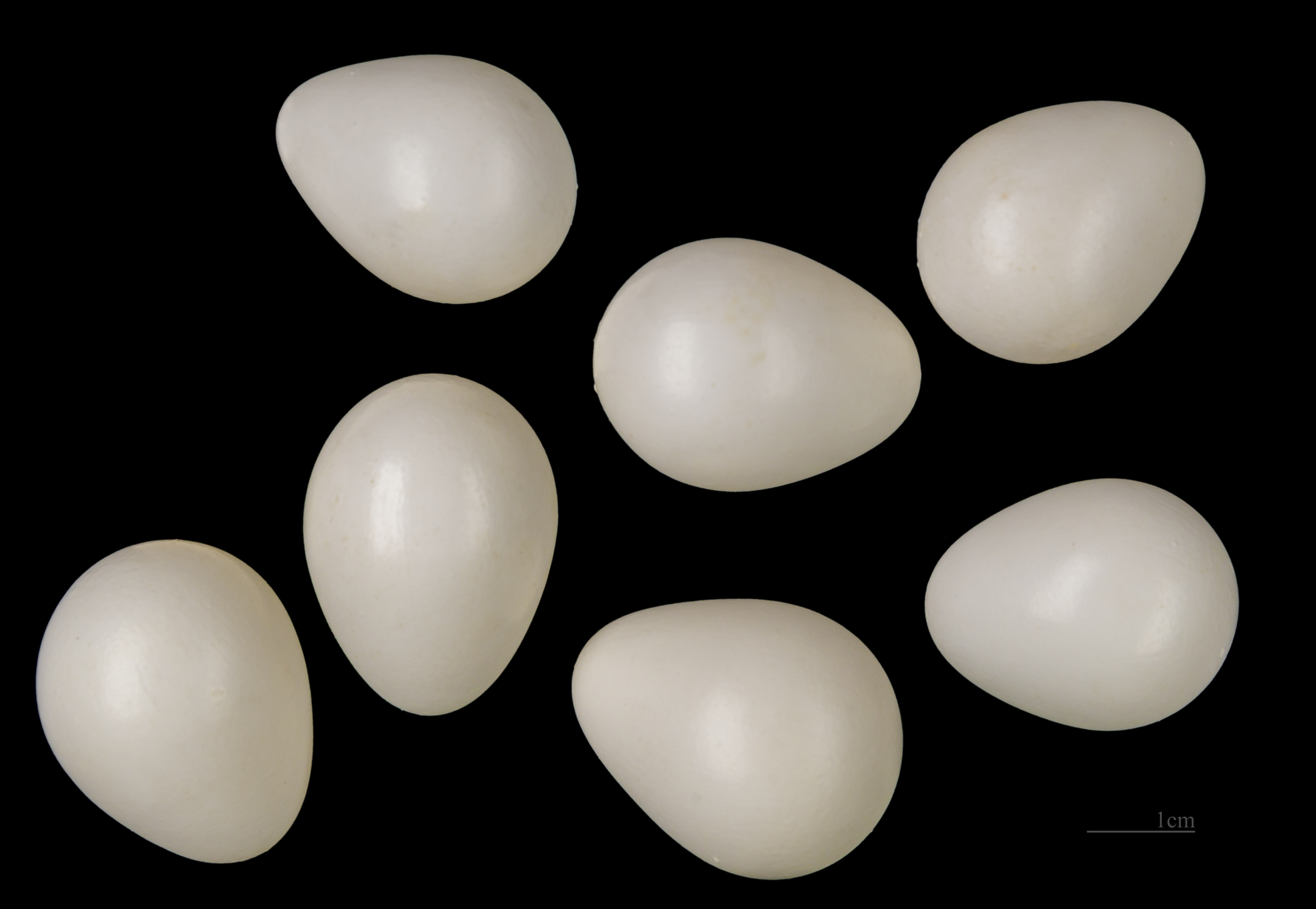
Picus canus

El picot cendrós (Picus canus) és una espècie d'ocell de la família dels pícids (Picidae) que habita els boscos mixtos, zones amb més o menys arbres, boscos de bambú i medis humanitzats d'Euràsia temperada, des de França i el sud d'Escandinàvia, cap a l'est, a través del centre de Rússia i sud de Sibèria fins a Corea i nord del Japó i nord-est de la Xina. 

Alguns autors consideren dins aquesta espècie el picot ferruginós i el picot de clatell negre.